# Alkatwaam
Alkatwaam (ros. Алькатваам) – wieś w Rosji, w Czukockim Okręgu Autonomicznym, w rejonie anadyrskim. W 2021 liczyła 191 mieszkańców.